# 斯氏卡爾花鱂
斯氏卡爾花鱂，為輻鰭魚綱鯉齒目鯉齒亞目花鳉科的其中一種，分布於中美洲Polochic河及Izabal湖流域，體長可達5.5公分，棲息在植被生長茂密、流動的溪流，屬肉食性，生活習性不明。